# Ghiacciaio Hålisen
Il ghiacciaio Hålisen (letteralmente, in norvegese: Ghiaccio scivoloso) è un ghiacciaio di circo situato sulla costa della Principessa Astrid, nella Terra della Regina Maud, in Antartide. Il ghiacciaio, il cui punto più alto si trova a circa 2400 m s.l.m., si trova in particolare nei monti Kurze, tra il picco Halisrimen e il picco Halisstonga.

## Storia
Il ghiacciaio Hålisen è stato mappato per la prima volta da cartografi norvegesi grazie a fotografie aeree scattate nel corso della sesta spedizione antartica norvegese, 1956-60, spedizione che lo ha anche battezzato con il suo attuale nome.